# فرودگاه بین‌المللی لیلونگوه
فرودگاه بین‌المللی لیلونگوه (به انگلیسی: Lilongwe International Airport) (به زبان بومی: Kamuzu International Airport) یک فرودگاه همگانی با کد یاتا LLW است که یک باند فرود آسفالت دارد و طول باند آن ۳۵۴۰ متر است. این فرودگاه در شهر لیلونگوه کشور مالاوی قرار دارد و در ارتفاع ۱۲۳۰ متری از سطح دریا واقع شده‌است.

## شرکت‌های هواپیمایی و مقصدهای پروازی

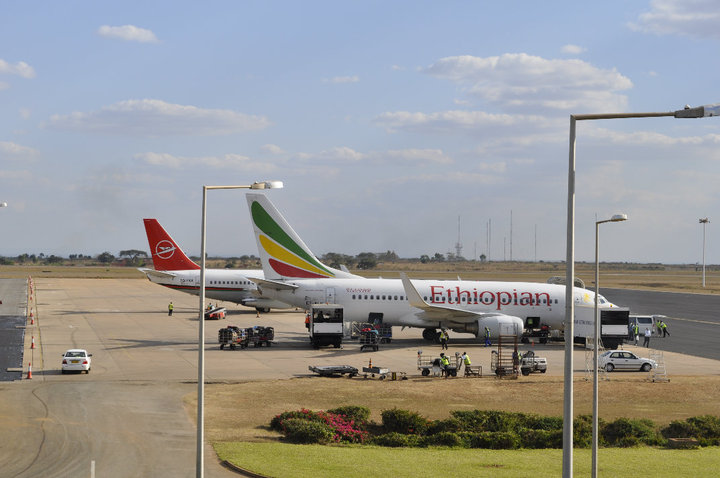
Lilongwe apron, 2010

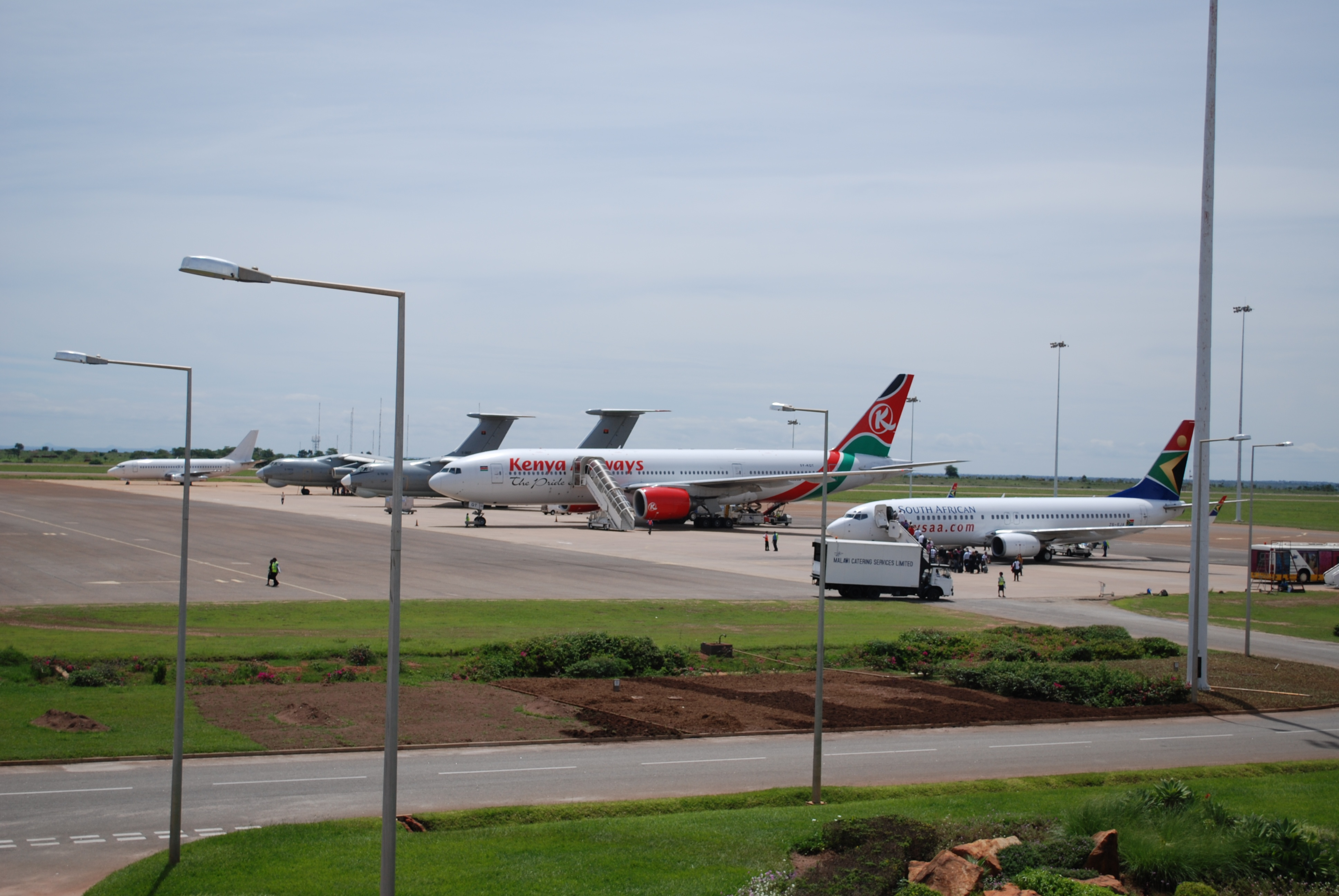
کنیا ایرویز and هواپیمایی آفریقای جنوبی planes ground handling at Lilongwe Airport

### مسافری
| شرکت‌های هواپیمایی       | مقصدهای پروازی                                                      |
| ----------------------- | ------------------------------------------------------------------- |
| هواپیمایی اتیوپی        | بوول، چیلکا                                                         |
| کنیا ایرویز             | جومو کنیاتا                                                         |
| Malawian Airlines       | چیلکا، ژولیوس نیرر، حراره، اولیور تامبو، لوساکا، جومو کنیاتا زنگبار |
| Proflight Zambia        | لوساکا                                                              |
| هواپیمایی آفریقای جنوبی | اولیور تامبو                                                        |
| Ulendo Airlink          | Likoma Island، مفوو، Monkey Bay                                     |

### باری
| شرکت‌های هواپیمایی | مقصدهای پروازی        |
| ----------------- | --------------------- |
| امارات اسکای‌کارگو | آل مکتوم، جومو کنیاتا |